# Real to reel (Marillion)
Real to Reel is het eerste live album van de Britse progressieve rock band Marillion, uitgebracht in november 1984. Het album is mede geproduceerd door Simon Hanhart, die de eerste twee studioalbums gemixt heeft en tevens de studioversie van "Cinderella Search" heeft gecoproduceerd.

## Opname en inhoud
Real to Reel is opgenomen op 5 maart 1984 in De Montfort Hall in Leicester, England en op 19 & 20 juni 1984 in Spectrum in Montreal, Canada.
In aanvulling op twee nummers van de eerste twee albums, Script for a Jester's Tear (1983) en Fugazi (1984), bevat de oorspronkelijke LP-versie twee nummers die niet eerder verschenen zijn, te weten de  A-kant van de debuutsingle "Market Square Heroes" uit 1982 en "Cinderella Search", de B-kant van "Assassing". Het in Spectrum opgenomen nummer  "Emerald Lies" van Fugazi was eigenlijk een bonusnummer op de CD- en cassetteversies.

## Release

### Recensies
Eduardo Rivadavia van AllMusic prees Real to Reel met 3 van de 5 sterren in zijn recensie. Hij noemde het album een "uitstekend live document van Marillion" en "een sterk argument voor de vele fans die een voorkeur hebben voor de meer geraffineerde live versies van de band in plaats van de wat vlakke studioversies". Rivadavia beschreeft het 10-minuten durende antioorlognummer "Forgotten Sons" als hoogtepunt van het album.

### Commercieel succes
Hoewel er geen singles zijn verschenen van het album, bereikte het toch de 8e plek in de UK Albums Chart en verbleef daar maar liefst 22 weken. Het bereikte de goudstatus van de British Phonographic Industry (BPI) op 9 juli 1985 voor de verkoop van meer dan 100.000 exemplaren.

### Formats en heruitgaves
Real to Reel verscheen aanvankelijk als LP, 12" picture disc, cassette en CD. In 1997 werd het album opnieuw uitgebracht als een 2-cd set, samen met Brief Encounter, een extended-play oorspronkelijk gemaakt door EMI's Amerikaanse label Capitol Records om Marillion's Amerikaanse tour van 1986 te promoten. Deze editie maakte geen onderdeel uit van de geremasterde serie van de eerste acht studioalbums van Marillion, die EMI uitbracht in 1997 en 1998. Het album werd uiteindelijk wel digitaal geremasterd in Abbey Road Studios door Brian Fifield.
In 2005 verscheen en Japanse mini-LP replica CD editie. Deze versie bevatte twee aanvullende bonusnummers, "Margaret" en "Charting the Single", die beide afkomstig zijn van de single "Garden Party" uit 1983.

## Lijst van nummers
Alle muziek en teksten zijn geschreven door Marillion. 
| 1.                 | Assassing            | 7:29  |
| 2.                 | Incubus              | 8:43  |
| 3.                 | Cinderella Search    | 5:45  |
| 4.                 | Emerald Lies         | 5:28  |
| 5.                 | Forgotten Sons       | 10:36 |
| 6.                 | Garden Party         | 6:32  |
| 7.                 | Market Square Heroes | 7:32  |
| Totale duur: 52:05 |                      |       |

- Nummers 1–4 opgenomen in Spectrum te Montreal, Canada op 19 en 20 juni 1984
- Nummers 5–7 opgenomen in De Montfort Hall in Leicester, England op 5 maart 1984

| 8.                 | Charting the Single | 6:37  |
| 9.                 | Margaret            | 12:22 |
| Totale duur: 71:03 |                     |       |

- "Charting the Single" opgenomen in Hammersmith Odeon in London, Engeland op 18 april 1983
- "Margaret" opgenomen in Edinburgh Playhouse op 7 april 1983

| Nr. | Titel             | Duur |
| --- | ----------------- | ---- |
| 1.  | Assassing         | 7:18 |
| 2.  | Incubus           | 8:31 |
| 3.  | Cinderella Search | 5:24 |

| 4.                 | Forgotten Sons       | 10:11 |
| 5.                 | Garden Party         | 6:30  |
| 6.                 | Market Square Heroes | 6:49  |
| Totale duur: 46:48 |                      |       |

## Personele bezetting
Marillion
- Fish – Zang; albumhoesconcept
- Steve Rothery – zitaren
- Mark Kelly – toetsen
- Pete Trewavas – basgitaar, achtergrondzang
- Ian Mosley – drums
- Mick Pointer – drums op de Japanse bonusnummers

Techniek
- Simon Hanhart – producent en mixer
- Julian Cull – Fotografie
- Mark Wilkinson – hoesontwerp
- Julie Hazelwood – collage